# Enrique Silva
Enrique Silva (Rocha, Uruguay, 2 de julio de 1939 - † Rocha, Uruguay, 2 de noviembre de 2011), también conocido como "el Gallineta", fue un poeta uruguayo. Entre sus obras principales se encuentran dos libros de poemas: "Por Setiembre" y "Orígenes", y varios textos musicalizados por músicos rochenses como Los Zucará y el dúo Solipalma entre otros.

## Biografía
Nació en Rocha el 2 de julio de 1939 en el seno de una numerosa familia. Cuando tenía siete años, por cuestiones económicas sus padres lo dieron a criar a una familia con la que estuvo hasta los doce años: "Éramos cinco y la cosa estaba muy mal, y un día mi madre me dijo... y bueno... estuve ahí, en esa casa donde me daban de comer pero no me trataban bien y yo sentía sufrimiento y me iba".
A los doce años se fue a trabajar al campo. "...trabajaba en un tambo. A las tres y media de la mañana me mandaban a buscar las vacas para arrimarlas... Y después pasé a la ciudad; fui mensajero de farmacia y también de una barraca; repartí un diario local; trabajé en la Intendencia cuando cumplí la edad y me casé con 19 años por primera vez... Cuando tenía 21 años entré en AFE (Administración de los ferrocarriles del Estado) y trabajé en las cuadrillas... Después fui a la pesca, aprendí a cortar pescado y estuve 14 años de filetero en todas las fábricas. Terminé los últimos diez años trabajando en Astra...

Su sobrenombre Gallineta surgió al parecer porque cuando de niño jugaba al fútbol corría con los brazos en posición horizontal. "...es un seudónimo de botija, de la barra, del fútbol del barrio Lavalleja... algunos me decían cuando yo jugaba en la 4a de Lavalleja que era porque corría con las alas abiertas..."
Falleció el 2 de noviembre de 2011 y fue despedido por una gran multitud en el cementerio de su ciudad "donde estuvieron presentes distintos referentes de la cultura, músicos, pintores y escritores".

## Estilo
En palabras del propio poeta, "comencé a escribir cosas para mí, versos de campo, a la naturaleza, a los pájaros... Después salgo un poco de ese verso natural. Como pasé mucho trabajo, y vengo de una familia de muchas carencias, me crié medio con un dolor de toda la cosa, de la temática social. Entonces arranco por ahí a escribir temas sociales, a escribirle al hombre".

## Su relación con la música
Algunas de sus poesías han sido musicalizadas por Los Zucará ("Sueltapájaros", "Poema a las tres"), Solipalma, Numa Moraes ("Añejada voz") que es un homenaje a Alfredo Zitarrosa a quien conoció personalmente en el teatro 25 de Mayo de la ciudad de Rocha; quien le expresara en esa oportunidad su admiración por ser el autor de "Sueltapájaros".
En cuanto a música clásica, le gustaba escuchar a Vivaldi, a Mozart y a Eduardo Fabini.

## El "Gallineta" visto por otros
"Es un evidente amante de los seres y las cosas humildes de este mundo". Lucio Muniz
"Nos recibió Esther, su patrona, al frente, la vieja casilla (de lata), al fondo, la casita nueva, que... algunos vintenes más le permitieron mejorar la "cosa". La misma cordialidad, el mismo calor de hogar..." Dagoberto Vaz Mendoza
"queremos recordarlo como siempre: bonachón, inteligente, amigo, dispuesto a dar una mano, ya que él pasó por lo bueno y lo  malo. Espero, no lo olviden sus pájaros cantores, teniéndolo presente como nuestro poeta, de los más  queridos y como dijo Ignacio Suárez, "mientras él recorre sus mundos". Luis Carlos Fernández.